# اندیس آنومالی دره انجیران
آنومالی دره انجیران یک اندیس چندفلزی است که در حوالی شهر معلمان استان سمنان قرار دارد و مادهٔ معدنی موجود در آن، طلا است.سنگ میزبان این اندیس آندزیت، تراکی آندزیت و اسکارن است  در این اندیس، پاراژنز‌های مس و طلا یافت می‌شوند.